# Nikolai Jakowlewitsch Schkot

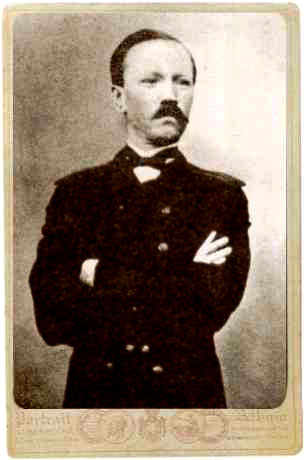
Nikolai Jakowlewitsch Schkot

Nikolai Jakowlewitsch Schkot (russisch Николай Яковлевич Шкот; * 26. Dezember 1828jul. / 7. Januar 1829greg. in Jegorjewskoje, Ujesd Makarjew, Gouvernement Kostroma; † 1. Septemberjul. / 13. September 1870greg. in St. Petersburg) war ein russischer Marineoffizier und Hydrograph.

## Leben
Schkot stammte aus der schottischen Familie Scott. Schkots Vater Jakow Andrejewitsch Schkot war Kapitänleutnant der Russischen Flotte. Schkot absolvierte wie seine Brüder Pawel und Konstantin das Marinekadettenkorps in St. Petersburg. 1846 trat er in den Flottendienst und wurde 1848 zum Mitschman befördert. Wie sein Bruder Pawel machte er den Krimkrieg (1853–1856) mit der Verteidigung Sewastopols mit.
1856 wurde Schkot als Leutnant Oberoffizier des Transportschiffs Japonez. Am Ende des Jahres übernahm er den Segel-Raddampfer Amerika, den er im Juni 1857 an Nikolai Matwejewitsch Tschichatschow abgab. Als Kapitänleutnant übernahm Schkot nun das Kommando auf der Japonez. Mit der Japonez versorgte er die neuen Militärposten an der südlichen Küste der Ussuri-Region. Gleichzeitig führte er dort hydrographische Messungen durch ebenso wie an der Küste der Region Primorje und in der Peter-der-Große-Bucht. 1860 war er an der Gründung des Nowgorod-Hafens in der Possjet-Bucht im südwestlichen Teil der  Peter-der-Große-Bucht beteiligt. Damit gehörte er zu den Gründern Wladiwostoks.
1864 wurde Schkot zum Kapitän der Häfen des Pazifischen Ozeans ernannt. 1868 wurde er zum Kapitän 1. Ranges befördert. 1870 erkrankte er schwer, so dass er den aktiven Dienst aufgeben musste und nach St. Petersburg zurückkehrte.
Nach Schkot wurde die Stadt Schkotowo im Schkotowski-Rajon in der Region Primorje benannt sowie die Insel Schkot, die Halbinsel Schkot, der Fluss Schkotowka und das Kap Schkot nicht weit von Olga.

## Ehrungen
- Orden des Heiligen Wladimir
- Sankt-Stanislaus-Orden
- Russischer Orden der Heiligen Anna